# ألكسندر ماركوفيتش
ألكسندر ماركوفيتش (بالألمانية: Aleksandar Markovic)‏ هو موزع نمساوي، ولد في 7 أغسطس 1975 في بلغراد في صربيا.

## وصلات خارجية
- الموقع الرسمي
- ألكسندر ماركوفيتش على موقع ميوزك برينز (الإنجليزية)
- ألكسندر ماركوفيتش على موقع قاعدة بيانات الفيلم (الإنجليزية)